# Haplogrupo I (ADN-Y)

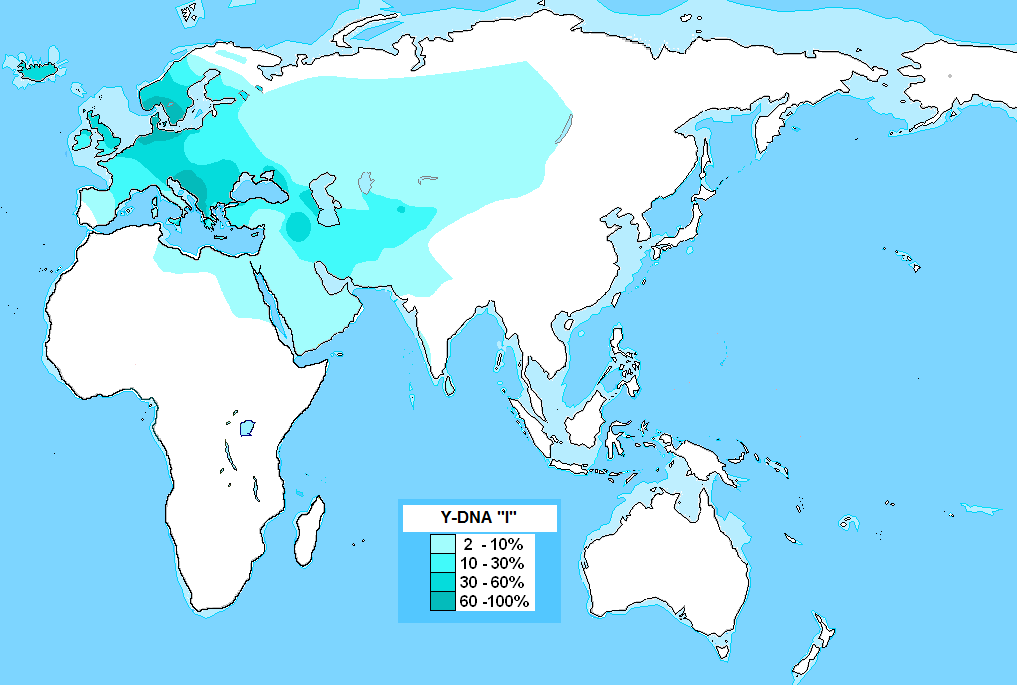
Distribución del haplogrupo I del cromosoma Y.

El haplogrupo I (M170) es un haplogrupo del cromosoma Y humano próximo del haplogrupo J, que es portado aproximadamente por un quinto de la población de Europa, especialmente en los Balcanes, pueblos nórdicos y en la isla de Cerdeña, siendo observada la mayor frecuencia en Bosnia y Herzegovina. Se encuentra difundido por toda Europa y se encuentra en menores frecuencias en Cercano Oriente, Cáucaso, África del Norte y Siberia Central.
Está definido por los polimorfismos M170/PF3715, PF3809 y 197 más, dada su antigüedad. Anteriormente (ISOGG 2012) se atribuyó marcadores como L41, M258, P19-1, P38, U179 y otros.

## Origen
Es posible que se haya originado en Asia Menor, ya que en Anatolia (Turquía) se encontró la mayor diversidad, consistente en la presencia de I*, I1*, I2*, I2a (L460) e I2c (L596).
Este haplogrupo tendría una antigüedad de unos 43 000 años y también se estima que se originó en la región de los Balcanes o la costa norte del mar Negro, regiones que habrían sido uno de los refugios de la población humana europea durante el último máximo glacial (glaciación wisconsiense) y está probablemente relacionado con la cultura paneuropea gravetiense (Semino et al 2000) desarrollada hace 23-28 000 años. Tras este período, portadores de este haplogrupo habrían recolonizado las tierras más septentrionales.
El Haplogrupo I está cercanamente emparentado con el haplogrupo J (que es hoy día el más común entre la población del Norte del Cáucaso y semita), presentando ambos mutaciones en común del haplogrupo IJ (S2, S22).

## Distribución
Las frecuencias más altas corresponden a Europa: Herzegovina con 64 %-71 %, le siguen Bosnia 42 %-54 %, Arjánguelsk (Rusia europea) 50 %, Croacia 48 %, Cerdeña 42 %, Noruega 40 %, Suecia 40 %, Dinamarca 39 %, Eslovenia 38 %, Serbia 49 % y cosacos rusos 23 %. 
En el Cáucaso se encontró 58 % en darginianos de Daguestán, en Abjasia 33 % y en Ardón (Osetia del Norte) 32 %. En el Medio Oriente se encontró en Teherán 34 %.(Nasidze 2004) Sin embargo otras fuentes dan resultados mucho menores para estos pueblos.
Se encontró pequeñas frecuencias en África del norte. En África destaca Sudán, en donde se encontró un 5 % en nubios y árabes.
En Siberia se encuentra muy extendido en su población nativa, pero en bajas frecuencias, encontrándose especialmente en los pueblos túrquicos y tunguses.

## I*
Poco en Europa(Rootsi 2004) y Cáucaso. Ausente en la península arábiga y escaso en el resto del Medio Oriente, presentándose especialmente en Líbano y Jordania, y en pequeñas frecuencias en Anatolia, Irak, Egipto y Pakistán.(Abu 2009)

## I1
Relacionado con los cromañones estancados en el refugio franco cántabro, luego de la desglaciacion estas tierras empezaron a inundarse de alguna manera obligando a los cromañones a buscar tierras similares al clima acostumbrado y persiguiendo animales en su típica caza estableciéndose en lugares de las actuales Holanda, Alemania, Dinamarca y después Escandinavia en estos lugares mutaron altamente.

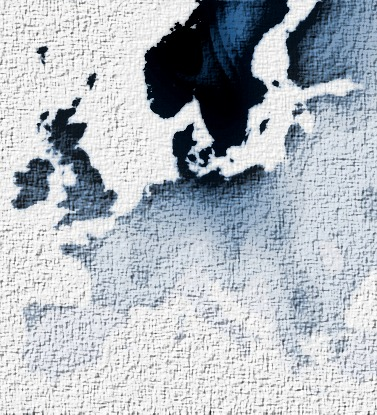
Versión sobre la distribución del HG I1 en Europa.

I1 (M253, M307, M450/S109, P30, P40, S62, S63, S64, S65, S66, S107, S108, S110, S111) (antes I1a) típico de los pueblos escandinavos como Noruega, Suecia, Dinamarca y oeste de Finlandia; moderadamente en Rusia, países bálticos y en toda Europa oriental. En la población blanca de los EE. UU. alcanza una frecuencia de casi un 12 %.
- I1* en tártaros turcos con 18%.
- I1a (DF29)
  - Z2336
    - M227 baja frecuencia en pueblos eslavos, germánicos y urálicos
      - M72

    - L22/S142 típico de los pueblos nórdicos
      - P109 en los pueblos nórdicos.[8] Se considera una marca vikinga
      - L205 
      - L287 en el mar Báltico
      - L300 en Finlandia
      - L813 en Escandinavia

  - Z58
    - Z139 o Z138 aisladamente en Europa Occidental 
    - Z59 disperso en Europa, especialmente en Alemania y Gran Bretaña

  - Z63 disperso en Europa, especialmente en Alemania central
- I1b (Z131) encontrado en Alemania, Bélgica y Bohemia[9]
- M507, P259 encontrado en Croacia (Battaglia 2008)

## I2
I2 (L68, M438/P215/S31) (antes I1b) presenta sus más altas frecuencias entre los bosnios y es muy común en los Balcanes y en Cerdeña.
- I2* Poco en Armenia, Georgia y Turquía.[10]
- I2a (L460) 
  - I2a* En Arjánguelsk (Rusia europea) 29 %.(Mirabal 2009)
  - I2a1 (P37.2) (antes I1b - I1b1 - I2a) 
    - I2a1a (M26) (antes I1b1b- I1b2) Principalmente en la llamada "Zona arcaica" de Cerdeña, también en los países vascos y Bearn; menores frecuencias en España, Francia, otras zonas de Europa occidental y en la costa oeste de África del norte.
      - I2a1a1 (M160)

    - I2a1b (M423) (antes I1b*) Típico de Europa oriental, principalmente en lo que fue la ex-Yugoslavia (Bosnia-Herzegovina, Croacia),[2] en Moldavia y en menor frecuencia en territorio de la ex-Checoslovaquia y Rumania
      - I2a1b1 (P41.2/M359.2) (antes I1b1a)

  - I2a2 (M436/P214/S33, P216/S30, P217/S23, P218/S32) (antes I1b2) 
    - I2a2a (M223, P219/S24, P220/S119, P221/S120, P222/U250/S118, P223/S117) (antes I1b2a - I1c) Típico de Alemania, principalmente en Baja Sajonia; moderadamente en Holanda, Moldavia y los sujetos federales de Rusia de Vladímir, Riazán, Nizhni Nóvgorod y República de Mordovia; menores frecuencias en el resto e Europa, llegando hasta el Cercano oriente. En hazaras de Afganistán 3 %.[11]
      - M284 pequeñas frecuencias en Gran Bretaña
      - M379 en Pakistán (Sengupta 2006)
      - P78
      - P95

    - I2a2b (L38/S154, L39/S155, L40/S156, L65/S159) en restos humanos de la cueva de Lichstenstein de la Edad de bronce en Baja Sajonia de hace 3000 años.(Schweitzer 2008)
- I2b (L415) Poco encontrado en Italia, Alemania, Escocia e Irán.[12]
- I2c (L596) Muy disperso en Europa, Cáucaso y Cercano Oriente.

Véase también:
| Haplogrupos del cromosoma Y humano |                  |   |   |    |    |    |    |    |   |   |     |     |     |     |    |    |    |    |     |     |     |    |    |   |
|                                    | Adán cromosómico |   |   |    |    |    |    |    |   |   |     |     |     |     |    |    |    |    |     |     |     |    |    |   |
|                                    | A                |   |   |    |    |    |    |    |   |   |     |     |     |     |    |    |    |    |     |     |     |    |    |   |
|                                    |                  |   |   | BT |    |    |    |    |   |   |     |     |     |     |    |    |    |    |     |     |     |    |    |   |
|                                    |                  | B | B | B  | CT | CT |    |    |   |   |     |     |     |     |    |    |    |    |     |     |     |    |    |   |
|                                    |                  |   |   | DE | DE | CF | CF | CF |   |   |     |     |     |     |    |    |    |    |     |     |     |    |    |   |
|                                    |                  |   | D | E  |    | C  | C  | F  | F | F |     |     |     |     |    |    |    |    |     |     |     |    |    |   |
|                                    |                  |   |   |    | C1 | C2 |    | G  | H | H | IJK | IJK | IJK | IJK |    |    |    |    |     |     |     |    |    |   |
|                                    |                  |   |   |    |    |    |    |    |   |   | IJ  | K   | K   | K   | K  | K  | K  |    |     |     |     |    |    |   |
|                                    |                  |   |   |    |    |    |    |    |   | I | J   |     |     | LT  | K2 | K2 | K2 | K2 | K2  | K2  |     |    |    |   |
|                                    |                  |   |   |    |    |    |    |    |   |   |     |     | L   | T   |    | MS | MS | MS | MS  | P   | P   | P  | NO |   |
|                                    |                  |   |   |    |    |    |    |    |   |   |     |     |     |     |    | M  | S  |    | Q   | R   | R   |    | N  | O |
|                                    |                  |   |   |    |    |    |    |    |   |   |     |     |     |     |    |    |    |    |     | R1  | R1  | R2 |    |   |
|                                    |                  |   |   |    |    |    |    |    |   |   |     |     |     |     |    |    |    |    | R1a | R1a | R1b |    |    |   |
|                                    |                  |   |   |    |    |    |    |    |   |   |     |     |     |     |    |    |    |    |     |     |     |    |    |   |